# Stefan Lindeberg (radioman)
Stefan Lindeberg, tidigare Eriksson, är en svensk radioman, programledare för Digilistan och Musikguiden i P3.
Lindeberg är utbildad molekylärbiolog, men hans musikintresse gjorde att han via studentradion i stället fick en karriär inom Sveriges Radio. Han har sedan mitten av 2000-talet kunnat höras i P3-programmen Hitlistan och Popnonstop, och var 2007 med och startade Digilistan.